# Загальцы
Зага́льцы (укр. Загальці) — село, входит в Бородянский район Киевской области Украины.
Население по переписи 2001 года составляло 2029 человек. Почтовый индекс — 07823. Телефонный код — 04577. Занимает площадь 60 км². Код КОАТУУ — 3221082001.
Недалеко от села берёт начало река Таль.

## Транспорт
Железнодорожная линия Киев — Коростень (ЮЗЖД), остановочный пункт пригородных электропоездов:
- Расписание по ОП Загальцы
- Расписание по направлению Киев — Тетерев

Автомобильная дорога E373 (М‑07). Автобусное сообщение с соседними сёлами.

## Местный совет
07823, Киевская обл., Бородянский р-н, с. Загальцы, ул. Октябрьская, 136-б